# Konrad von Erlichshausen
Konrad von Erlichshausen ali Konrad VI. je bil 30. mojster Tevtonskega viteškega reda, na položaju od leta 1441 do 1449, * 1390 ali 1395, okolica Satteldorfa, Švabska, † 7. november 1449, Grad Malbork.

## Življenje
Konrad von Erlichshausen je prišel iz zgornje Nemčije. Na začetku svoje kariere v tevtonskem redu je bil tesen sodelavec Michała Küchmeistra, kasneje pa je opravljal različne funkcije, med drugim komturja in velikega maršala reda.
Zaradi spora z velikim mojstrom Paulom von Rusdorfom je bil degradiran na nižje položaje. Bil je vodja opozicije v tevtonskem redu in nazadnje dosegel, da je  Paul von Rusdorf odstopil s svojega položaja. Erlichshausen je po imenovanju za velikega mojstra poskušal reformirati red in si podrediti pruske dežele, ki so že bile organizirane v Prusko zvezo. Erlichshausnovi poskusi, da bi dvignil položaj reda, niso bili izvedeni. Leta 1443 je ustanovil vas Orzysz in posest Sumki. Naslednje leto je 20. februarja v Szestnu  obnovil mestne pravice za Ządzbork - Mrągowo. Istega leta je ustanovil vas Kruszewiec. Zaradi njegove uravnotežene politike in izogibanja nasilnim rešitvam ga vsi sodobni kronisti opisujejo kot »kneza miru«.
Konrad von Erlichshausen je umrl 7. novembra 1449 v Malborku in bil pokopan v grajski kapeli sv. Ane kot zadnji tam pokopani veliki mojskter.